# 悪魔の棲む家・最終章/ザ・ポルターガイスト
『悪魔の棲む家・最終章/ザ･ポルターガイスト』（原題：Amityville Dollhouse）は、1996年のアメリカ合衆国のホラー映画、『悪魔の棲む家』シリーズの7作目。『悪魔の棲む家 完結編』から続く第二シリーズ最後の作品である。一家が納屋から見つけたオーシャン・アベニュー112番地を象ったドールハウスを娘にプレゼントするが、ドールハウスにも悪魔が宿っていた。

## あらすじ
ビル・マーチンはクレアと再婚し、郊外に建てた新居に引っ越してきた。ビルには前妻との間に息子と娘が、クレアには前夫との間に息子がいる。ビルとクレアは5人が仲良く暮らしていけるか心配だった。その不安は的中し、引っ越したその日からお互いの息子トッドとジミーの喧嘩は絶えなかった。ある日、ビルは家の側に建つ古い納屋でドールハウスを見つけた。数日後に迫っている娘ジェシカの誕生日に、それをプレゼントすることに決めた。娘の誕生日、霊媒師夫婦である叔母のマーラと叔父のトビアスが祝いに来た。ドールハウスを受け取るジェシカだったが、トビアスとマーラはドールハウスの異様さを誰より早く感じていた。ドールハウスが家にある以来、ジミーのペットのネズミが奇怪な現象にあって死に。クレアがトッドに対して突然、性的衝動を持ち始めてしまい。ビルは毎晩、悪夢に悩まされる。ビルはマーラに相談し、実は自分には予知能力があると告白。幼少時代に自宅が火災する予知夢を見て、両親に伝えたが信じてもらえなかった為、火災で両親を亡くしていたという。そして、ジミーの前には、死んだクレアの前夫が腐敗した姿で現れるようになり、ビルの殺害に協力させようと脅迫してくる。ある日の午後、トッドはガールフレンドのダナを家に連れてきた。二人は納屋の中で新聞の切り抜きを見つける、新居を建てる以前に建っていた家と住んでいた家族が火災にあって全員焼死したと記されていた。トッドは何げに火災の原因であった暖炉を再利用し新居に取り込んでいたと推測する。家に戻って、セックスする二人だが、展示されていた巨大なハエが動き出し襲う。ハエが耳に入ってきそうになるトッドだが、帰宅したビル達のおかげでハエを退治。翌日の夕方、ビルとクレアは夕食に出かけ、トッドはジミーとジェシカの子守りを任さられる。子供達を寝かし付け、ダナを招待。トッドが台所でカクテルを作っている間、ダナの髪が自然発火し、頭部に大火傷を負って病院に運ばれる。一方、マーラとトビアスは交霊術を行い、ドールハウスから一体盗んできた人形を儀式にかける。やはりポルターガイスト現象が起こり、マーラが倒れた本棚に押し倒され死亡してしまう。とっさにトビアスはナイフで人形を切りつけるが、人形の中からは巨大なハエが入っていた。家ではクレアの前夫が家族の前にも姿を表し、クレアとジミーを捕まえて、暖炉に投げ入れようとする。密室に廃棄ガスで窒息されそうになるビルは駆け付けてきたトビアスによって命拾いした。家族を救うため、前夫と対決するビルとトビアス。トビアスが作った身代わり人形をジミーが前夫に見立てて暖炉に放り込んだことで、前夫を倒した。トッドの所には病院に行ったハズのダナが出現、彼に襲いかかるが、クレアの追撃でダナを撃退。家族は家から逃げようとするが、ジェシカが見付からない。ビルはジェシカがドールハウスの怪現象を観察し書いていたメモを見つけ、「自分の手が暖炉の中に消えていった」と読む。暖炉が別の場所に繋がっていると認識し、ビルとトビアスは暖炉に飛び込んだ、すると暖炉の中はドールハウスの内部に繋がっていたのだ。ジェシカを発見するが、ドールハウスの人形が悪魔に姿を変えて待ち受けていた。トビアスは魔術で結界を創り、悪魔達の気を引き止め。ビルとジェシカをドールハウスから脱出させる。強力な悪魔に倒されそうになるトビアスはドールハウスを焼くように指示を出し、ビルは暖炉にドールハウスを入れる、こうして無事に家族全員で家から逃げだせることができた。ドールハウスの爆破が引火し、家もろとも大爆発を起こし、悪魔を滅ぼした。

## キャスト
※括弧内は日本語吹替
- ビル・マーチン - ロビン・トーマス　(納谷六朗)
- クレア・マーチン - スター・アンドレフ
- トッド・マーチン - アレン・カトラー
- ジェシカ・マーチン - レイチェル・ダンカン
- ジミー・マーチン - ジャレット・レノン
- トビアス - フランク・ロス
- ジミーの父 - クレイトン・マレー
- マーラ・マーティン - レノレ・カスドルフ
- ダナ - リサ・ロビン・ケリー　(渡辺久美子)

## スタッフ
- 製作：ゼイン・W・レヴィット
- 監督：スティーヴ・ホワイト
- 脚本：ジョシュア・マイケル・スターン
- 撮影：トム・キャラウェイ
- 音楽：レイ・コルコード
- 上映時間：92分